# قدرت آتش (کمیک)
قدرت آتش (به انگلیسی: Firepower) نام دو شخصیت تخیلی و ابرتبه‌کارانه در کتاب‌های کامیک می‌باشد. این کاراکتر به دست دیوید میشلینری، باب لیتون و مارک برایت خلق شده و در مرد آهنی شماره ۲۳۰ام (مه ۱۹۸۸) معرفی شد.
قدرت آتش اول، جک تگرت نام داشت و اشلی همیلتون نقش آن را در فیلم مرد آهنی ۳ ایفا کرد.
قدرت آتش دوم، دیوید رابرتز نام داشت.
جدا از کتاب‌های کامیک، شرکت مارول از قدرت آتش در دیگر کالاهای خود از جمله پوشاک، اسباب‌بازی، ورق بازی، انیمیشن‌های تلویزیونی و بازی‌های رایانه‌ای استفاده کرده است.